# Hamataliwa argyrescens
Hamataliwa argyrescens là một loài nhện trong họ Oxyopidae.
Loài này thuộc chi Hamataliwa. Hamataliwa argyrescens được Cândido Firmino de Mello-Leitão miêu tả năm 1929.